# HMS Väktaren (1934)
HMS Väktaren var en svensk vedettbåt som byggdes på Karlskronavarvet och sjösattes 1934. Hon var systerfartyg till HMS Jägaren, HMS Kaparen och HMS Snapphanen.